# Comuna Gologanu, Vrancea
Gologanu (în trecut, Paraschiveni) este o comună în județul Vrancea, Muntenia, România, formată numai din satul de reședință cu același nume.

## Așezare
Comuna se află în sud-estul județului, pe malul drept al râului Râmna. Este traversată de șoseaua națională DN23A, care o leagă spre nord de Milcovul și Focșani (unde se termină în DN23) și spre sud de Tătăranu și Măicănești.

## Demografie
Componența etnică a comunei Gologanu
     Români (94,86%)
     Alte etnii (1,15%)
     Necunoscută (3,99%)
Componența confesională a comunei Gologanu
     Ortodocși (94,49%)
     Alte religii (1,29%)
     Necunoscută (4,21%)
Conform recensământului efectuat în 2021, populația comunei Gologanu se ridică la 2.705 locuitori, în scădere față de recensământul anterior din 2011, când fuseseră înregistrați 3.040 de locuitori. Majoritatea locuitorilor sunt români (94,86%), cu o minoritate de altele (1,15%), iar pentru 3,99% nu se cunoaște apartenența etnică. Din punct de vedere confesional, majoritatea locuitorilor sunt ortodocși (94,49%), cu o minoritate de altele (1,15%), iar pentru 4,21% nu se cunoaște apartenența confesională.

## Politică și administrație
Comuna Gologanu este administrată de un primar și un consiliu local compus din 11 consilieri. Primarul, Neculai Riciu[*], de la Partidul Social Democrat, este în funcție din 2016. Începând cu alegerile locale din 2024, consiliul local are următoarea componență pe partide politice:
|  | Partid                          | Consilieri | Componența Consiliului | Componența Consiliului | Componența Consiliului | Componența Consiliului | Componența Consiliului | Componența Consiliului |
|  | ------------------------------- | ---------- | ---------------------- | ---------------------- | ---------------------- | ---------------------- | ---------------------- | ---------------------- |
|  | Partidul Social Democrat        | 6          |                        |                        |                        |                        |                        |                        |
|  | Alianța pentru Unirea Românilor | 3          |                        |                        |                        |                        |                        |                        |
|  | Partidul Național Liberal       | 1          |                        |                        |                        |                        |                        |                        |
|  | Uniunea Salvați România         | 1          |                        |                        |                        |                        |                        |                        |

## Istorie
La sfârșitul secolului al XIX-lea, comuna Gologanu făcea parte din plasa Marginea de Sus a județului Râmnicu Sărat, și era formată din satele Gologanu și Vlădulești, cu o populație de 1570 de locuitori. În comună funcționau o biserică ridicată în 1859 și o școală mixtă cu 53 de elevi înființată în 1880. Anuarul Socec consemnează comuna în aceeași componență (satul Vlădulești este denumit acum Vlăduleasa), în plasa Cotești a aceluiași județ, având populația de 2100 de locuitori.
În 1950, comuna a trecut în administrarea raionului Focșani din regiunea Putna, apoi (după 1952) din regiunea Bârlad și (după 1956) din regiunea Galați. În 1968 a fost transferată la județul Vrancea, dar a fost imediat desființată și inclusă în comuna Milcovul, și tot atunci satul Vlăduleasca a fost desființat și înglobat satului Gologanu. Comuna a fost reînființată în 2004, în structura actuală.